# Macromia berlandi
Macromia berlandi är en trollsländeart som beskrevs av Maurits Anne Lieftinck 1941. Macromia berlandi ingår i släktet Macromia och familjen skimmertrollsländor. IUCN kategoriserar arten globalt som livskraftig. Inga underarter finns listade i Catalogue of Life.